# Дыхне, Евгений Григорьевич
Дыхне Евгений Григорьевич (род. 12 октября 1963 в г. Черновцы) — президент авиакомпании «Международные Авиалинии Украины». Назначен на должность 18 сентября 2019 года.

## Служебная карьера
В 2017—2019 годах Евгений Дыхне занимал должность первого заместителя генерального директора Государственного предприятия "Международный аэропорт «Борисполь» (ГП МА «Борисполь»). С 2014 по 2017 год исполнял обязанности генерального директора аэропорта «Борисполь».
Министерство инфраструктуры Украины, как уполномоченный орган управления ГП МА «Борисполь» отметило, что под руководством Е. Г. Дыхне госпредприятие завершило 2015 год с рекордной прибылью, повысило в два раза сумму отчислений в бюджет, вовремя выполнило все кредитные обязательства, привело отчетность к реальному положению дел, а также обеспечило взаимопонимание между аэропортом и базовой авиакомпанией. Эти факты стали важными достижениями авиационной отрасли Украины в 2015 году, что было отмечено в «Отчете о выполнении программы деятельности Правительства 2015 года». По итогам работы аэропорта «Борисполь» в 2016 году, под руководством Евгения Дыхне главный аэропорт страны завершил с новыми рекордными показателями роста пассажиропотока, прибыльности и отчислений в госбюджет.
Занял 2-ю строчку рейтинга «ТОП-100. Лучшие менеджеры Украины» по итогам 2016 года.
Общественный деятель, в 2016—2019 годах возглавлял Авиационный комитет при Торгово-промышленной палате Украины.
Член Общественного совета при Государственной авиационной службе Украины от авиационного комитета ТППУ.
Дважды в 2020 и 2021 году вошёл в рейтинг лучших управленцев по версии журнала "ТОП-100. Рейтинги крупнейших". В 2020 вошёл в рейтинг ТОП-25 лучших управленцев. В 2021 году стал победителем в номинации антикризисный менеджер.

## Образование
Выпускник Киевской Школы Государственного Управления имени Сергея Нижнего, а также Aspen Institute Kyiv.
Второе образование по специальности «Организация перевозок и управление на воздушном транспорте» получил в Национальном авиационном университете (г. Киев) и защитил диплом по теме «Оптимизация пропускной способности аэропорта».
Первое образование по специальности «Вагоностроение и вагонное хозяйство» получил в институте инженеров железнодорожного транспорта (г. Днепропетровск) в 1988 году.

## Трудовая активность
С сентября 2019 занимает должность президента авиакомпании Международные Авиалинии Украины.
В 2017 году назначен на должность первого заместителя генерального директора ГП Международный аэропорт «Борисполь».
С сентября 2014 года — исполняющий обязанности генерального директора аэропорта. По результатам первого года работы под руководством Дыхне Е. Г., аэропорт «Борисполь» достиг значительных положительных результатов, а именно: вышел на прибыльность, удвоил сумму отчислений в бюджет, начал возвращать кредиты предыдущих лет. Впервые за три года был обеспечен существенный рост пассажиропотока, в аэропорт начали привлекаться новые авиаперевозчики, благодаря росту производительности труда была поднята заработная плата работникам аэропорта.
В 2013—2014 годах работал директором по организации пассажирских перевозок Государственной администрации железнодорожного транспорта Украины («Укрзалізниця»), где принимал активное участие в реформе «Укрзалізниці», занимался стратегией предприятия и управлением пассажирского хозяйства.
Под его руководством, как директора государственного предприятия «Управление капитального строительства Национальной академии медицинских наук Украины» в условиях хронической задержки финансирования из госбюджета были выполнены строительные работы на десятках объектов НАМН Украины.
С 2009 по 2013 год на должности заместителя начальника главного пассажирского управления «Укрзалізниці», реализовал несколько важных проектов: внедрение программы скоростного движения, модернизация подвижного состава (500 современных вагонов и 14 электропоездов), подготовка железнодорожной инфраструктуры к Евро-2012, создание системы электронной продажи билетов и повышения комфорта на украинских железнодорожных вокзалах.
С ноября 2008 по март 2009 года работал заместителем директора Государственного предприятия «Расчетный центр Министерства транспорта и связи Украины».
В 2007—2008 годах, работая в ГАП «Львовские авиалинии» в должности заместителя генерального директора, а затем генерального директора, добился существенного сокращения задолженности госпредприятия, сохранил льготный состав и ввел новые авиарейсы.
До 2007 года работал в нескольких компаниях в частном бизнесе.

## Профессиональные достижения

### «Международные Авиалинии Украины»
В декабре 2019 года признан одним из 100 самых влиятельных украинцев в рейтинге издания «Фокус». В конце 2019 года вместе с командой топ-менеджмента МАУ инициировал оптимизацию маршрутной сети авиакомпании с целью снижения избыточных расходов и вывода компании на безубыточность 2020 года с последующим стабильным развитием.
В частности, были отменены убыточные рейсы в Алматы, Пекин и Бангкок на основании неоправданных затрат на рейсах из-за необходимости облета территорий Российской Федерации. В период 2014—2019 годов через неравноправные условия ведения бизнеса (облет территории Российской Федерации на восточном плече сети, среди конкурентов на маршруте осуществляла исключительно авиакомпания МАУ) авиакомпания потеряла около $ 216 млн. В результате мероприятий по пересмотру программы полетов МАУ уже в начале 2020 привлекла сверхплановые поступления в $ 11 млн.
В период полного локдауна регулярных полетов в Украине и за её пределами весной 2020 Евгений Дыхне в статусе Президента МАУ совместно с командой менеджмента реализовал антикризисную программу по реструктуризации расходов, оптимизации штата и минимизации расходов авиакомпании. Это позволило снизить обязательные ежемесячные операционные расходы МАУ почти втрое одновременно освободив около 1000 человек. Сокращение людей Евгений назвал самой большой потерей интеллектуального потенциала компании и государства в целом, поскольку это высококвалифицированные работники с соответствующим опытом работы.
С момента частичного восстановления регулярных полетов авиакомпании в июне 2020 работа компании была направлена на гибкое и краткосрочное планирование сети полетов, с учётом частых ситуативных изменений правил въезда иностранными государствами в течение 2020 года.
Компании удалось выстоять в кризисных условиях при отсутствии какой-либо поддержки со стороны государства исключительно за счет управленческих решений перераспределения финансового давления на расходные статьи, сокращению штата, перевода значительной части коллектива на удаленную работу и тому подобное. Перечисленные стратегические шаги обеспечили МАУ возможность конкурентной деятельности на авиарынке несмотря на убытки в около $60 млн, нанесенный кризисом пандемии 2020 года.
В 2021 году, благодаря взвешенной политике менеджмента МАУ по оптимизации расходов и адаптации бизнеса к длительным ограничениям авиаперевозок из-за влияния пандемии Covid-19 в 2020—2021 гг., стал возможен выход компании на положительную финансовую динамику. По итогам первого полугодия 2021 года чистая прибыль МАУ составил 21,7 млн грн. При этом, показатель EBITDA был зафиксирован на уровне 1,1 млрд грн.

### Аэропорт «Борисполь»
В мае 2017 года занял 2-е место рейтинга «ТОП-100. Лучшие менеджеры Украины» от издания Delo.UA.
В 2017 году назначен на должность первого заместителя генерального директора Государственного предприятия "Международный аэропорт «Борисполь».
В 2014—2015 годах в должности и. о. генерального директора государственного предприятия «Международный аэропорт „Борисполь“» провел эффективную работу по исправлению ошибок предыдущего руководства аэропорта и вывел ГП из долговременного кризиса.
Об этом свидетельствовали результаты аудиторской проверки по международным стандартам по результатам деятельности аэропорта «Борисполь» в 2013—2015 гг. Соответствующе аудиторское заключение подписала компания BDO, член «большой пятерки» аудиторских компаний.
По результатам 2015 года, госпредприятие впервые за три года стало прибыльным, получив более 700 млн грн прибыли. Прибыль аэропорта «Борисполь» в 2015 году составила 540,2 млн грн, тогда как в 2014 году зафиксирован убыток в размере 513,3 млн грн, а в 2013 году — убыток в размере 77,4 млн грн.
Такого результата удалось достичь благодаря ряду эффективных управленческих решений. В конце 2014 году команда Е. Г. Дыхне проанализировала состояние аэропорта, и пришла к выводу, что в 2010—2014 годах предприятие развивалось экстенсивно с акцентом на гигантоманию и нецелесообразное расходование средств. Политика предыдущего руководства осложнила отношения с базовыми перевозчиками аэропорта «Борисполь», что создало препятствия на пути превращения аэропорта в международный транзитный узел — хаб.
Уже в начале 2015 госпредприятие получило 467 млн грн прибыли и продемонстрировало рост объёмов пассажироперевозок. По результатам деятельности в 2015 году общий рост пассажиропотока составил как на международных — 6,7 млн (+ 5,6 %), так и на внутренних — 578 тыс. (+ 5,5 %) направлениях. Благодаря реализации комплекса мер по развитию транзитного потенциала аэропорта и слаженной работе с базовым авиаперевозчиком в 2015 году аэропорт «Борисполь» увеличил на 69 % количество транзитных пассажиров — до 774 739 человек.
В общем, с главного аэропорта Украины за год было осуществлено 68 734 рейсов: 61 605 — международных, и 7129 — внутренних. Общее количество обработанных грузов составила 25036 тонн (-0,7 %), почты — 5062 тонн (+ 2,4 %).
Отток авиакомпаний аэропорта был остановлен. Многие из них увеличили частоту рейсов из «Борисполя». Оптимизация операционной деятельности авиакомпаний и реализация комплекса мероприятий по усовершенствованию деятельности аэропорта позволила авиакомпаниям в течение 2015 году сократить время обслуживания и повысить коэффициент загруженности воздушных судов на 6,5 % — до 79,5 %.
Другим ключевым направлением работы его команды стало повышение качества услуг аэропорта.
За несколько месяцев в «Борисполе» завершили реконструкцию зоны внутренних рейсов в терминале D, и перевели под его крышу обслуживания внутренних и международных рейсов.
В аэропорту открыли многочисленные рестораны, новые детские игровые зоны, комнаты для пассажиров с детьми, пункты зарядки мобильных устройств, внедрили новые сервисы — от онлайн регистрации до ускоренного прохождения формальностей, упорядочили работу автобусов и такси. От этих услуг аэропорт впервые начал получать прибыль.

### «Укрзалізниця»
В 2013—2014 годах в должности директора по организации пассажирских перевозок Государственной администрации железнодорожного транспорта Украины, принимал активное участие в реформировании национального перевозчика. Под его руководством была проведена результативная работа по модернизации подвижного состава железнодорожного транспорта с активным привлечением отечественных производителей.
Во время работы в должности заместителя начальника Главного пассажирского управления «Укрзалізниці» в 2009—2013 годах, реализовал ряд шагов в направлении повышения комфорта на украинском вокзалах, инициировал внедрение программы скоростного движения. Им была проведена модернизация подвижного состава, благодаря чему «Укрзалізниця» получила около 500 современных вагонов и 14 электропоездов. Также была внедрена система электронной продажи билетов и происходила подготовка железнодорожной инфраструктуры к Евро-2012.

### «Управление капитального строительства Национальной академии медицинских наук Украины»
В условиях хронической задержки финансирования из госбюджета в течение 2013 года, смог организовать выполнение запланированных строительных работ на десятках объектов НАМН Украины.

### «Львовские авиалинии»
В 2007—2008 годах разработал стратегию вывода предприятия из кризисного состояния, восстановил летную пригодность, сохранил летный состав, ввел новые рейсы и добился существенного снижения задолженности.

## Общественная деятельность
С октября 2016 по октябрь 2019 года — председатель Авиационного комитета при Торгово-промышленной палате Украины (ТППУ) [1]. Авиационный комитет объединяет представителей авиационной отрасли и по состоянию на 2018 года насчитывает 24 члена комитета. Основная цель комитета — обобщение и систематизация проблем отрасли, улучшение регуляторной политики в сфере гражданской авиации путем экспертизы регуляторных актов и прямого диалога с представителями органов власти.
По результатам деятельности Авиационного комитета [2] в 2017 году, был обсужден ряд вопросов и нормативно-правовых документов, регулирующих авиационную отрасль и предложены изменения в соответствующие документы, а именно: Проект изменений в Приказ № 337 о ставках аэропортовых сборов за обслуживание воздушных судов и пассажиров в Государственном предприятии «Международный аэропорт» Борисполь"; Проект изменений в Приказ № 433 относительно ставок аэропортовых сборов за обслуживание воздушных судов и пассажиров в аэропортах Украины; Проект Авиационных правил Украины «Порядок предоставления и аннулирования прав на эксплуатацию воздушных линий» и Проекта стратегии развития авиационного транспорта и аэропортов Украины.
Также, в 2017 году Авиационным комитетом проведено три экспертных заседания по обсуждению и решению важных вопросов авиационной отрасли, а именно: Круглого стола по обсуждению с экспертами проекта Авиационных правил Украины «Порядок предоставления и аннулирования прав на эксплуатацию воздушных линий»; Круглый стол и экспертное обсуждение на тему «Государственная помощь аэропортам и авиакомпаниям. Европейский опыт»; Круглый стол на тему «Авиационная стратегия: на пути к восстановлению инфраструктуры аэропортов и увеличению пассажиропотока» и экспертное обсуждение проекта Стратегии развития авиационного транспорта и аэропортов Украины разработанного при участии экспертов комитета.
С марта 2017 года, как председатель Авиационного комитета, был избран членом Общественного совета при Госавиаслужбы для представления интересов членов комитета и авиационной отрасли от Торгово-промышленной палаты Украины.
С декабря 2017 присоединился к деятельности Комитета авиационного транспорта при Экспертном совете при Министерстве инфраструктуры Украины, как глава Авиационного комитета Торгово-промышленной палаты Украины.
В 2018 году Авиационным комитетом при ТППУ были обсуждены следующие вопросы и нормативно-правовые документы: Приказ Министерства инфраструктуры Украины «Об утверждении Порядка установления аэропортовых сборов за обслуживание воздушных судов и пассажиров в аэропортах Украины»; Проект Постановления Кабинета Министров Украины «О внесении изменений в Положение об Государственный специализированный фонд финансирования общегосударственных расходов на авиационную деятельность и участие Украины в международных авиационных организациях», проект приказа Государственной авиационной службы Украины "Об утверждении Авиационных правил «Правила воздушных перевозок и обслуживания пассажиров и багажа» и Постановление КМУ от 06.09.17 № 676 «Об утверждении Порядка и правил осуществления обязательного авиационного страхования гражданской авиации».
С 2022 года – председатель экспертного транспортного совета при торгово-промышленной палате Украины.